# Sebastian Rejman
Sebastian Rejman (Helsinki, 13 gennaio 1978) è un cantante e conduttore televisivo finlandese.
Ha rappresentato la Finlandia all'Eurovision Song Contest 2019 in collaborazione con il disc jockey Darude con il brano Look Away, non riuscendo a qualificarsi per la serata finale.

## Biografia
Sebastian Rejman è il frontman e chitarrista del gruppo pop rock The Giant Leap, che ha co-fondato nel 2005. Ha pubblicato due album su etichetta discografica EMI Music con la band.
Nel 2012 ha condotto la quarta edizione di Talent Suomi, la versione finlandese del format Got Talent. Nel 2014 è stato backstage reporter per The Voice of Finland e presentatore della serie televisiva musicale Jukebox.
Il 29 gennaio 2019 è stato confermato che l'ente televisivo finlandese Yle l'ha selezionato come rappresentante nazionale per l'Eurovision Song Contest 2019. Ha cantato Look Away, un brano prodotto da Darude. I due si sono esibiti nella prima semifinale del 14 maggio, ma non si sono qualificati per la finale, piazzandosi ultimi su 17 partecipanti con 23 punti totalizzati, di cui 14 dal televoto e 9 dalle giurie. Sono risultati i più votati dal pubblico estone.

## Discografia

### Singoli
- 2019 - Release Me (Darude feat. Sebastian Rejman)
- 2019 - Superman (Darude feat. Sebastian Rejman)
- 2019 - Look Away (Darude feat. Sebastian Rejman)